# Alex Candelario

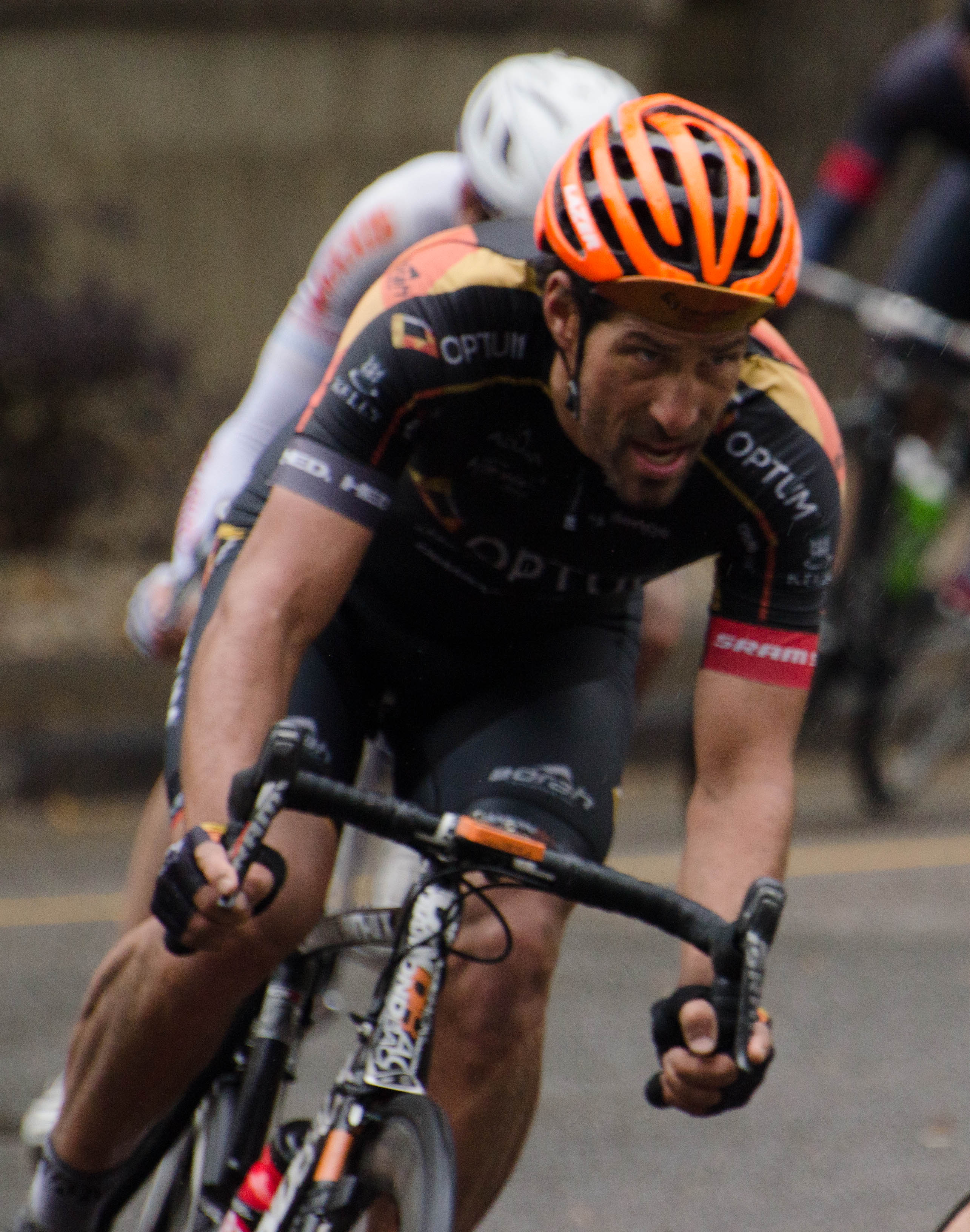
Alex Candelario 2014

Alexander Candelario (* 26. Februar 1975 in Las Vegas) ist ein ehemaliger US-amerikanischer Radrennfahrer.
Alex Candelario begann seine Profikarriere 2002 beim Prime Alliance Cycling Team. In seiner zweiten Saison dort gewann er eine Etappe beim Cascade Cycling Classic. Von 2004 bis 2007 fuhr er für das Jelly Belly Cycling Team, wo er im ersten Jahr eine Etappe des Redlands Bicycle Classic sowie erneut eine Etappe beim Cascade Classic für sich entschied. In der Saison 2005 gewann er jeweils eine Etappe bei der Tour de Nez, beim International Cycling Classic und beim Celebrity Classic Criterium. In der folgenden Saison gewann Candelario eine Etappe beim Central Valley Classic und zwei Teilstücke beim International Cycling Classic. 2007 gewann er wieder eine Etappe bei der Tour de Nez und konnte auch die Gesamtwertung für sich entscheiden. Seit 2008 fährt Candelario für das Continental Team Optum-Kelly Benefit Strategies. Er gewann 2008 ein Kriterium in Greenwood und 2012 eine Etappe der Tour de Korea.
Ende der Saison 2014 beendete er seine Karriere.

## Erfolge
2004
- eine Etappe Redlands Bicycle Classic

2012
- eine Etappe Tour de Korea

## Teams
- 2002–2003 Prime Alliance Cycling Team
- 2004 Jelly Belly-Aramark
- 2005 Jelly Belly-Pool Gel
- 2006–2007 Jelly Belly
- 2008 Kelly Benefit Strategies-Medifast
- 2009 Kelly Benefit Strategies
- 2010 Kelly Benefit Strategies
- 2011 Kelly Benefit Strategies-OptumHealth
- 2012 Team Optum-Kelly Benefit Strategies
- 2013 Optum-Kelly Benefit Strategies
- 2014 Optum-Kelly Benefit Strategies